# Simon Boruhradsky
Simon Boruhradsky —castellanizado Simón de Castro— (Polná, actual República Checa, 26 de octubre de 1650 - Océano Pacífico, 1697) fue un religioso jesuita. Estuvo presente en la corte del entonces virrey de la Nueva España, Gaspar de la Cerda y Mendoza. Participó en diversos cargos administrativos y en obras arquitectónicas, particularmente los daños causados al Palacio de los Virreyes, hoy Nacional, después del motín de 1692, y en obras hidráulicas para la contención de las inundaciones en la Ciudad de México.

## Biografía
Fue hijo de Vaclav Boruhradského, un escribano municipal y de Magdalena, una campesina en Polna, actual República Checa. Probablemente estudió en Jihlavá humanidades clásicas y lógica, e ingresó a la Compañía de Jesús en 1670. Según el propio Boruhradsky además de su lengua materna, el checo, dominaba el latín, el alemán ; sabía música, artes plásticas y aprendería habilidades arquitectónicas e ingenieriles. Tales habilidades le llevarían a buscar aplicarlas en labores misionales, por lo que en 1678 se embarcó en Génova hacia Cádiz, con el fin de viajar a la Nueva España. El barco que los llevaría al continente americano zarpó con antelación, por lo que Boruhradsky se quedó en Cádiz a vivir por un año esperando un nuevo viaje. En ese periodo perfeccionó el idioma español, y castellanizó a partir de entonces su apellido a Castro.
Llegó a Veracruz el 15 de septiembre de 1680, y el 10 de octubre llegó a la Ciudad de México. Castro permaneció como hermano jesuita laico, lo que permitió que participara en diversos cargos en la corte virreinal. A pesar de que su envío a la Nueva España fue para realizar misiones evangelizadoras, entre las tareas que desempeñó fue la de sacristán del Colegio Máximo de San Pedro y San Pablo de los jesuitas, así como la de constructor y arquitecto. Dichas tareas no lo tenían satisfecho ya que se despegaban de su motivo original de estar en la Nueva España En algunas misivas Castro da a entender que las tareas que le encomiendan por sus distintas habilidades son muchas, y que es el propio virrey quien se las encarga.Hacia la década de los 80 del siglo XVII estaba dedicado por completo a tareas arquitectónicas.
En 1688 pidió su remoción hacia las Islas Marianas, autorización que obtuvo en 1697. Ese año zarpó de México, pero enfermó de peste durante el viaje y murió a bordo de un barco en medio del Océano Pacífico.

### Labor arquitectónica e hidráulica
Luego del Motín de 1692 el palacio virreinal de la Ciudad de México y otros edificios sufrieron daños severos a consecuencia del incendio causado por los amotinados. Castro fue testigo presencial de los hechos. Castro tuvo como encomienda la realización de un proyecto para la nueva fachada del palacio, en la cual es visible la influencia de Guarino Guarini. También participó en la propuesta arquitectónica del Antiguo Seminario de la Ciudad de México.